# R.E.O./T.W.O.
| Recensione              | Giudizio    |
| ----------------------- | ----------- |
| AllMusic                | [ 2 ]       |
| Sputnikmusic            | 3.4 (Great) |
| Dizionario del Pop-Rock | [ 4 ]       |

R.E.O./T.W.O. è il secondo album discografico della rock band statunitense REO Speedwagon, pubblicato dalla casa discografica Epic Records nel dicembre del 1972 e vide l'esordio ufficiale del cantante Kevin Cronin (al posto di Terry Luttrell).

## Tracce
Lato A
1. Let Me Ride – 5:55 (Kevin Cronin)
2. How the Story Goes – 3:29 (Gary Richrath)
3. Little Queenie – 6:36 (Chuck Berry)
4. Being Kind (Can Hurt Someone Sometimes) – 6:01 (Kevin Cronin)

Lato B
1. Music Man – 4:35 (Kevin Cronin)
2. Like You Do – 5:52 (Gary Richrath)
3. Flash Tan Queen – 4:18 (Gary Richrath)
4. Golden Country – 6:34 (Gary Richrath)

## Formazione
- Kevin Cronin - voce solista, chitarra
- Gary Richrath - chitarra solista
- Neal Doughty - tastiere
- Gregg Philbin - basso
- Alan Gratzer - batteria, percussioni

Ospiti
- Boots Randolph - sassofono (brano: Little Queenie)
- Kelly Bowen - accompagnamento vocale, coro (brano: Let Me Ride)
- Tomi Lee Bradly - accompagnamento vocale, coro (brano: Let Me Ride)

Note aggiuntive
- Paul Leka e Billy Rose II - produttori
- Registrazioni effettuate al Columbia Studios di Nashville, Tennessee (Stati Uniti)
- Mike Figlio - ingegnere delle registrazioni
- Ed Hudson, Hollis Flatt, Bob McGraw e Freeman Ramsey - assistenti ingegnere delle registrazioni
- Jack Ashkinazy e M.C. Rather - ingegneri mastering
- Bill Barnes - art direction
- Marvin Gleicher - fotografie[7]